# M.Sonnahalli, Malur
M.Sonnahalli là một làng thuộc tehsil Malur, huyện Kolar, bang Karnataka, Ấn Độ.